# Teras
Thera, Teras o Tera (Θήρας / Thḗras) es un personaje semimítico relacionado con la historia primitiva de Esparta. 
Según Heródoto y Pausanias era hijo de Autesión, nieto de Tisámeno, biznieto de Tersandro y tataranieto de Polinices, descendiente a su vez del fenicio Cadmo, el fundador de Cadmea (la acrópolis de Tebas). En efecto, su tatarabuelo Polinices, hijo de Edipo, era bisnieto de Cadmo. Por lo tanto se trata de  un héroe de origen tebano. 
Se lo considera el fundador de la ciudad de Tera en la isla homónima.
Al morir Aristodemo, rey de Esparta, quien estaba casado con Argía, Teras, que era hermano de ella, asumió la tutela de los hijos: los gemelos Procles y Eurístenes, que serían reyes de Esparta. Durante la minoría de edad de sus sobrinos, Teres actuó como regente.
Teras tuvo un hijo: Eólico.

## Colonización de la isla de Tera
Cuando sus sobrinos llegaron a la mayoría de edad y asumieron el poder que había detentado, y no queriendo estar subordinado a ellos, Teras decidió partir de Lacedemonia. Reunió a gente de las tribus dorias y a un grupo de minias (a los cuales los lacedemonios pretendían matar por haber escapado de prisión) intercedió por ellos y se comprometió a sacarlos del país.
Teras zarpó en tres triacónteros con la intención de formar una misma comunidad con los descendientes de los fenicios que habitaban la isla llamada entonces Caliste (más tarde Tera y conocida también como Santorini).
Según cuenta Heródoto, Eólico no acompañó a su padre en la expedición. Píndaro, que recoge otra tradición diferente a la herodotea, refiere que algunos Égidas dejaron Esparta y acompañaron a Teras.
La versión de Pausanias coincide en esencia con la de Heródoto, excepto en dos cosas: en primer lugar, que la intención de Teras al llegar a la isla era que los descendientes de Memblíaro, el jefe de los colonos de la expedición de Cadmo, le cedieran el trono voluntariamente, ya que su linaje, que se remontaba a Cadmo, le otorgaba preeminencia; en segundo lugar, que los minias que le acompañaron habían sido expulsados de Lemnos por los pelasgos.
La colonización de Caliste fue exitosa, los habitantes nativos cedieron el mando a Tera, el oikistés o colonizador, y tanto la ciudad como la isla fueron conocidas como Tera; Pausanias informa que fue el mismo Teras quien cambió el nombre por el suyo y añade que se celebraban anualmente, todavía en su época, sacrificios en su honor.
En su obra Descripción de Grecia, Pausanias informa de que en la segunda calle que partía del dromos de Esparta había un santuario de Atenea que había fundado Teras con motivo de la colonización. Añade que junto a la lesque llamada Pecile había heroones de Cadmo y de sus descendientes Teras, Eólico y Egeo.